# 韩国女性
与儒家文化深深渗透的以往相比，近年来韩国女性在社会变革中有了显著的进步。自20世纪60年代末以来，由于城市化、工业化、民主改革和社会自由化，韩国的经济得到了极大的改善。随着时代发展，性别角色和性别认同已经发生了改变。超过一半的韩国女性有工作。2018年经合组织的经济调查显示，这一比例为56.1%，低于经合组织平均水平。超过25%的已婚妇女从事全职工作。
在韩国的政治体系中，虽然女性政治家的数量没有男性政治家多，但女性政治家最近开始比过去更加积极地参与。例如，在国民议会299个席位中，此前女性占据了20个席位，不到10%。2020 年议会选举后，女性在国民议会中占据 57 个席位，即19.1%（经合组织），略高于经合组织平均水平（31%）的一半（经合组织），这是韩国历史上女性占据席位最多的一次。
妇女的地位取决于她们的社会阶层和经济独立性。在大都市地区，女性有更多的机会接受教育，这意味着她们不太局限于家庭。城镇就业妇女大部分从事服务业等第三产业。在农村地区，大多数妇女从事农业等第一产业。他们没有各种各样的教育和就业机会。根据韩国农业部2019年的一项调查，尽管女性农民占韩国农民总数的50%以上，但仍有81%的受访者认为女性农民的社会地位低于男性农民。
尽管妇女的地位有所提高，但在教育、健康和法律权利方面，妇女的社会地位仍未被视为与男子平等。此外，对妇女的政治和经济偏见仍然存在。韩国女性仍然面临着性别刻板印象，包括妇女留在家里担任家庭主妇、在政治和经济方面的参与和活动中权力和发言权较小等等。

## 历史
在传统的韩国社会中，女性没有受过正规的高等教育或很少受过教育，被教导应处于从属地位。她们的角色被限制在家庭主妇和好母亲的范围内。他们的职责是维持家庭和谐，避免任何不必要的冲突。已婚妇女必须住在丈夫家里，照顾丈夫的整个家庭，包括公公婆婆。由于“重男轻女”的思想，女性被期望生男孩，如果生的是女孩，她们会受到指责。这也导致了性别选择和性别选择性堕胎。
重男轻女的观念对韩国传统社会的家庭生活产生了深远的影响。由于封建思想对生儿子的渴望，一个女人的地位很大程度上取决于她生儿子的能力和数量。若未能生育儿子，则妇女不被尊重。此外，当妻子一直不能生育儿子时，丈夫纳妾也是合理的。
妇女被期望在社会中扮演被动角色并支持她们的丈夫。
妇女地位的提高最早出现在19世纪末和20世纪初。为了建立现代学校，大批西方基督教传教士来到韩国。其中一些是为了在文学、艺术和宗教等不同领域对妇女进行教育而设立的。在此之前，大多数韩国女性没有任何受教育的机会。由于这种教育，韩国妇女能够参与政治运动，因为接受教育的妇女也参与教育其他妇女。韩国妇女运动始于19世纪90年代长阳会的成立，随后出现了一些其他团体，主要关注妇女教育和废除性别隔离和其他歧视性做法。
在日本帝国主义的殖民统治时期，有20多万名韩国女性被迫在日本军妓院充当慰安妇。直到第二次世界大战结束，朝鲜仍处于被日本占领的情况。在1910-1945年日本殖民统治期间，妇女参加了反对日本占领的独立运动。1910年韩国成为日本殖民地后，日本禁止妇女协会，许多妇女加入了“爱国妇女会”和“大韩爱国妇女会”等地下抵抗组织。由此，女性在社会中的角色开始发生变化。
脱离日本殖民统治独立后，大韩民国建立了自由民主国家，妇女获得了宪法权利。为妇女教育建立了一些学校。在这些学校接受教育的妇女开始参加艺术、教学和其他经济活动。她们还让其他妇女参与讨论性别平等问题。妇女在专业领域的比例稳步上升，对社会作出了重大贡献，特别是在国内生产总值的增长方面。
由于妇女在经济活动中发挥着更大的作用，她们获得了更高的教育程度，从而提供了更多的职业化机会。如今，韩国女性接受了高水平的教育，并积极参与许多领域和行业。 1973 年，韩国的妇女团体联合成立了泛妇女修订家庭法协会，修订了1957年具有歧视性的 《家庭法》，这一事业在20世纪剩下的时间里一直是一个主要焦点，最终导致了1991年对《家庭法》进行的重大改革。
在2013年韩国第一位女总统朴槿惠当选后，预计女性对社会和经济文化的参与将继续增长和多样化。这部分归功于朴槿惠承诺推动“妇女革命”和提供儿童保育、增加晋升机会和薪资平等方面的支持。朴槿惠还承诺为女性做出其他进步，但并非这些政策都得以实现。

## 合法权益
《消除对妇女歧视公约》（CEDAW）指出，对妇女的歧视涉及权利平等和人类尊严。 国家的政治和社会原则违背了尊重性别、男女平等的原则。指出这是参与国家经济、文化生活的障碍。为了发展、人类福祉与和平，男女在所有领域都是平等的。有必要尽可能多地参与并实现男女完全平等。男性的传统角色以及女性的角色在社会和家庭中才能获得成功。此外，还有整个社会对女性的歧视问题。在政治、经济、社会、文化等各个领域，在基本认识下，有必要为之承担责任。确保缔约方采取一切适当措施消除对妇女的歧视。
在韩国，女性享有与男性同等的合法权利。1948年，妇女获得了选举权、驾驶权、拥有和继承财产和资产的合法权利。根据《国民健康保险法》，所有韩国公民都享有国民健康保险。韩国自20世纪80年代以来一直致力于通过修改和改变现行立法中的任何歧视性内容来实现性别平等。
随着禁止性别不平等和偏见的法律实施，劳动力中的妇女人数也随之增加。韩国女性的地位表明，韩国在性别平等方面仍有很大的改进空间。因此，立法和公共规则对韩国城市社会结构的实质性提升具有至关重要的作用。
2013年，韩国宣布婚内强奸为非法行为。
1995年颁布的《妇女发展框架法》曾被用作韩国妇女政策的法律依据，现更名为《性别平等框架法》。从2014年5月《性别平等框架法》诞生到2015年7月1日实施，出现了各种讨论，认为该修订是韩国妇女政策范式的转变。然而，这次修订动摇了对“性别”和“女性”、“性别平等”或“性别敏感视角”等术语的理解，并造成了政治和学术之间在术语上的分歧。 在这种情况下，我们必须考虑到韩国妇女政策迄今为止是如何理解性别，以及政策是如何变化的。此外，还进行了研究，以探讨如何通过交叉性概念更好地改变《性别平等框架法》。
调查人员通过对韩国女性福利工作者进行调查和深度访谈，通过有关性别观点的各种问题，分析女性在家庭中的性别角色和性别认同。分析认为，韩国妇女福利政策的性别意识非常薄弱，但对其重要性和必要性的认识却很高。妇女福利官员往往意识到妇女作为“受抚养者”和“照顾者”的性别角色，这在政策实施过程中也有所反映。

## 生育权
由于本评论审查了韩国在过去十年中实施的一些生育政策，因此该评论的目的是评估，如果这些政策仅以控制人口增长为目的而实施，将如何损害妇女的生殖健康。自2005年以来，韩国严格监管和推广生殖技术的使用，包括堕胎技术和辅助生殖技术（ART），以促进人口增长。韩国是世界上生育率最低的国家之一。
在2005-2009年期间，意外怀孕导致堕胎的比例从67%下降至62%。
韩国刑法已进行修订，自2021年1月1日起生效，将堕胎护理从其条款中删除。从1953年到2020年，堕胎一直是非法的。堕胎的孕妇可能会被判处一年以下有期徒刑或最高200万韩元的罚款。实施堕胎的医护人员可能会被判处两年监禁。尽管如此，堕胎还是经常发生，而且相关法律很少得到执行。
因此，患者和医疗保健提供者无法讨论他们的经历、共享信息并获得彼此的支持。该法于2019年4月11日被宪法法院裁定违宪，必须在2020年底前进行修宪。该法于2020年10月提出修法后，在同年12月31日的截止日期前仍未付诸表决。

## 教育
在传统的韩国社会，妇女和女童没有机会接受正规教育，识字率很低。这一转变发生在 19 世纪末至 20 世纪初，当时西方基督教传教士来到韩国，建立了现代女子学校。1886年，卫理公会传教士创办了一所小学。1945年，这所小学获得大学地位，现称为梨花女子大学。梨花女子大学至今仍是韩国最负盛名的女子大学。
有许多女子学校被建立。19世纪90年代，在韩国首都首尔建立了清信女子学校和百华女子学校。到1987年，韩国大约有10所女子高等教育机构，如专科学校、学院和大学。事实上，女性接受高等教育的比例为28%。1987年，接受高等教育的女学生约为26.25万人。尽管与过去相比，有更多的女性接受了高等教育，但1987年，大学和学院教育工作者中只有 16% 是女性。
在当今的韩国社会，宪法保障妇女平等接受教育的机会，并消除了任何基于性别的接受教育歧视。 1970年，识字率为87.6%。此外，据2002年的估计，全民识字率上升到97.9%；女性占比为96.6%，男性占比为99.2%。据2008年的估计，小学和初中的入学率约为99%。高中入学率约为96.6%。

## 家庭生活
尽管工业化使社会发生了日新月异的变化，但由于父权家庭规范的长期影响，性别平等的家庭文化并未出现。尤其是工业化进程中所强调的家庭主义，仍然以家庭和家长制为中心，重男轻女，强调整个家庭的安全而不是个人的安全。因此，家庭主义将妇女定义为次要的家庭成员，侵犯了妇女的独特权利。在韩国历史上，女性权利受到贬低，性别不平等现象通过家庭生活文化得到强化和再现。例如，传统的婚姻和亲属制度将女性作为家长式统治的对象，将女性排除在祭祖、继承之外。然而，最近韩国关于废除户主制度的争论已成为一个重要的社会问题。
从2015年2月起，通奸在韩国不再属于违法行为。

### 新的家庭结构
脱离日本独立后，大韩民国被确立为自由民主国家。妇女获得了宪法赋予的平等权利，可以追求教育、工作和公共生活。为妇女教育建立了许多学校。在这些学校接受教育的妇女开始参加艺术、教学和其他经济活动。她们还让其他女性参与讨论性别平等问题。女性在专业领域的比例稳步增加，对社会作出了重大贡献，特别是在增加国内生产总值方面。
由于妇女在经济活动中发挥更大的作用，她们的教育水平也提高了，为专业化提供了更多的机会。1973年，韩国的妇女团体联合成立了泛妇女修订家庭法协会，修改了1957年的歧视性家庭法，这一事业在20世纪剩下的时间里一直是主要焦点之一，并导致了1991年家庭法的重大改革。
在韩国，婚姻和典型的家庭结构被理解为异性恋制度。这通过性别工作分工支持了人口代表性。该制度基于传统的性别角色二分法，即男性扮演一家之主的角色，女性扮演家庭主妇的角色。传统的劳动分工使家庭能够更有效地积累资本，这要归功于家庭中妇女所做的无偿家务劳动和育儿工作。
家庭结构中固有的问题，特别是韩国以异性婚姻为中心的住房和贷款结构，揭示了韩国女性为争取个人隐私而付出的的斗争。正如esook Song所指出的，这是他们空间独立过程的结果，打破了传统的家庭模式。
特别是“在韩国，单身女性与父母分开生活被认为是不寻常的，在儒家的父权思想中，女性在结婚之前属于父亲。”
根据韩国统计局公布的《2019年人口住宅普查》，韩国单身家庭数量占所有家庭总数的30.2%，1人和2人家庭占总家庭的58.1%，比2018年的56.5%增加了1.5%。此外，韩国年轻人倾向于在 20 岁年龄段不愿组建家庭，相反，许多人寻求专注于学业和工作生活。与过去不同，单身不再是一种耻辱。尽管这种趋势相对较新，但在韩国，单身被认为是独立和自我欣赏的表现。

### 女性在家庭中的角色
对于许多韩国女性来说，结婚和怀孕并不是个人的决定。社会再生产的好处是以牺牲妇女在社会中的权力为代价的。然而，不能简单理解韩国女性作为母亲的角色。韩国女性认为自己的地位具有一定重要性，往往是母亲的角色增强了她们在社会中的地位，调动了她们的资源和地位。

### 经理妈妈
“经理妈妈”是韩国教育背景下的新兴形象。具体来说，新自由主义的转变促进了家庭中母亲形象的演变，加强和发展了其作为教育支持的作用。
在韩国社会，妈妈们有不同的绰号。其中最受欢迎的一个名字是“经理妈妈”。
这些母亲负责管理学业、平均绩点以及孩子进入名牌大学的策略。他们的能力取决于他们能够获得多少信息以及最终让孩子进入名牌大学方面的作用。
这个过程从孩子上托儿所的年龄开始。一旦他们的孩子进入精英大学并毕业，这些年轻人获得白领工作的机会就会增加。从某种意义上说，母亲管理者的行为是为了孩子未来的成功。在这里，孩子们的成功成为整个家庭的机会和工具。他们的成功即使不能促进，也将确保整个家庭有机会继续属于或成为韩国社会的中上层阶级成员。反过来，家庭的向上流动性掌握在这些妈妈的手中。
在现代韩国社会，个人必须不断发展成为具有创造性和自我管理能力的公民。“经理妈妈”们正在通过她们自己的无偿家庭护理管理技能来培养这些公民。人们认为她们的工作来自于自然的母爱。人们期望他们善于管理，因为他们是天生的照顾者，并且他们对孩子的成功负有责任。他们的表现是通过孩子的表现来评判的，但他们的工作和成功除了简单的表扬之外没有得到回报。
这种母性主体性是非常令人愤慨和同情的。有些人认为这些母亲是一群痴迷于超越社会限制以让孩子成功的人。还有人遗憾地说，这些女性实际上是韩国僵化的竞争教育制度的牺牲品。对母亲管理者能力的期望往往意味着她们将成为全职的中产阶级家庭主妇，拥有充足的经济、文化和社会资源。这让职业母亲或工薪阶层的母亲感到相对被剥夺了权利，对孩子不负责任。管理母亲的出现可以被定义为现代韩国家庭的创建。

## 职业生活
根据《经济学人》2013年对职业女性友好度五项指标的“玻璃天花板指数”，韩国由于缺乏担任高级职位的女性，在所有经合组织国家中排名最低。
妇女加入劳动力队伍的人数明显增加。据估计，2014年韩国女性劳动力比例为57%，而1995年这一比例为47.6%。就业女性人数的统计增长与工资平等无关，因为2013年报告的性别工资差距为36.3%，数据是所有经合组织国家中最差的。
一项研究旨在证明对韩国已婚职业女性修订和开发的工作与家庭冲突量表 (WFC) 的合理性。工作与家庭冲突衡量标准考虑了“工作到家庭”和“家庭到工作”两个方向，以更好地理解女性在工作和家庭领域的各种角色。通过本次检验，工作家庭冲突与工作家庭养育之间的歧视性可行性检验显示出显着的负相关关系。这一结果支持了WFC的有效性。对WFC和工作场所满意度的同时考察证实了有效性，并且随着工作与家庭冲突的加剧，女性的工作满意度下降。并且造成了一种偏见，认为女职工的工作场所是她们“暂时”停留的地方。
虽然女性能够为家庭财务做出贡献被视为社会规范，但大部分责任却落在了男性身上。 女性还承担起照顾孩子的大部分责任，因为一半的女性自愿辞去职业中期或高级职位是因为家庭责任。在韩国，受过大学教育的女性往往比没有学位的女性在抚养孩子上投入更多的时间和资金。但由于韩国人口不断减少，韩国政府一直有意识地努力解决这些问题，因为“政府向企业提供贷款或补贴来建设托儿设施，目前一半以上的企业都提供这些设施。它还向每年提供30天以上产假、允许女性从事非全职工作以及重新雇用休完产假的女性的企业提供补贴。"
尽管做出了这些努力，但经常使用这些支持系统的女性在处于这种情况的女性中只占少数。影响这些决定的一个主要因素是韩国的出生率下降。韩国的平均生育率为1.19人，因此更重视教育质量和照顾一个或两个孩子。
根据个人、家庭、关系、环境特征对影响女性员工性别歧视的因素进行综合分析，“老板和领导的认知”和“与他们的关系”是决定女性对工作中性别歧视看法的重要因素。
韩国的性别制度是非正式女性职工在劳动市场和国家福利结构关系中享有社会权利的基础。韩国女性非正规劳动是“临时”就业的主要形式，其特点是工作不稳定、工资低、长期劳动、被排除在国家福利和企业福利之外。从社会角度看，以劳动者、父母、配偶、公民身份为基础的各种权利都是脆弱的：有偿劳动、无偿劳动、照料权。 迄今为止，人们一直认为，由于性别制度的影响，女性非正式工人的待遇比男性非正式工人差，该性别制度将女性定义为照顾者和第二工人。然而，为已婚女性提供与无偿劳动相反的“男性生计支援”功能，在韩国只适用于中产阶级已婚女性，从这个意义上说，韩国的性别制度更像是一种“分层”的男性生计支援，而不是一种“典型”的男性生计支持。女性非正式员工的社会权利不佳导致了这三个紧密相连的结构:社会保险驱动的福利国家、双重劳动力市场体系和男性依赖模式下的性别体系。但其中最重要的是“二元劳动力市场体系”。如果不解决二元劳动市场体制的问题，非正式女性职工的社会权利就不可能得到改善。
女性的玻璃天花板在当代已经经受住了考验。2012 年，三星提拔三名女性担任高管职务，这在同等规模的公司来说是不常见的。三星还表示，其目标是至少10%的高管职位由女性担任。
2013年，权善珠（Kwon Seon-joo）成为韩国第一位女性银行首席执行官，担任韩国国有中小企业银行首席执行官。
2021年，韩国女演员尹汝贞成为首位获得奥斯卡提名的韩国女演员。提名电影《梦想之地（Minari）》讲述的是韩国移民家庭在美国定居的故事。在这部电影中，她扮演莫妮卡的祖母顺子。她凭借这个角色获得了奥斯卡最佳女配角奖。
在20世纪80年代，由于权力从军人统治向文官统治的过渡，性别问题成为国家政策的一部分。在这个时候，妇女组织开始寻求平等，要求在韩国的公共就业和军队中有更多的代表。虽然代表人数有所增加，但平等并未立即实现。1988年以前，女兵如果怀孕就必须辞职，因为怀孕的妇女被认为不适合执行任务。根据1988年的《平等就业法》，现在所有现役军官和一级军士以上军衔的士官都允许怀孕。自1990年以来，随着韩国军队赋予女性的任务范围扩大，女兵的责任发生了变化。女性新兵现在接受与男性新兵相同的基本训练。然而，由于在晋升和任命方面的歧视，女兵往往与男兵分隔开来。直到2002年1月，第一位女军官才被提升为一星上将。

## 性交易
性交易在韩国是非法的，但据说很普遍。韩国妇女和女孩一直是韩国性交易的受害者。她们在全国各地的妓院、企业、住宅、酒店和其他地点遭到强奸和身心伤害。
2003年，从金融危机中复苏后，15-29岁年龄段女性的失业率为12%。2006年，20-29岁年龄段的女性占失业总人口的40%，这一数字约为34万。女性的高失业率助长了韩国性交易的增长。据估计，有50万到100万妇女从事性交易，大约每 25 名女性中就有一名。性交易的盛行催生了“巴克斯女士(Bacchus Ladies)”，这些老奶奶们除了出售能量饮料巴克斯之外，还进行性和其他的交易，她们的名字就是由此而来。
2013年6月，韩国法律首次承认女性为强奸犯；2015年，韩国第一个女性被指控强奸。这名女子姓全，她也是第一个因性侵男性而被捕的女性。

## 针对女性的犯罪

### 针孔摄像头
针孔摄像头在韩国被称为 molka (몰카)，它们被用于非法拍摄妇女和女孩的情况是一个持续存在的问题。随着技术的进步，相机变得越来越小，有些相机被制成类似于日常用品（例如：圆珠笔、钥匙圈、USB 棒）。这些小型“针孔摄像头”已被放置在公共卫生间、汽车旅馆、吹风机和电视中。2013年至2017年间，每年向警方举报的偷拍案件超过6000起。
犯罪分子经常利用这些视频或图片，在网上发布以获取钱财。在某些情况下，它们已被发布到在线直播中。虽然许多偷拍者不会选择特定的受害者，但有些人专门针对韩国流行歌手、演员、政府官员或热门社交媒体人物等名人或富人。
偷拍录像是一种侵犯隐私的行为，涉及对人权的漠视，它可能对受害者产生重大影响。有些人一想到有人可能一直在监视他们，就会感到害怕。其反应包括压力、酗酒，在某些情况下，受害者甚至自杀。在国民会议修订该法律之前，犯罪者最高会被判处18个月的有期徒刑。修订后，最高可判处刑期已延长至3年，这其中包括任何拥有视频的人，而不仅仅是录制视频的人。
2018年6月，文在寅总统进一步将罚款增加至至1000万韩元(合9000美元)或5年有期徒刑。2017年报告的非法拍摄案件超过6400起，而2012年这一数字为2400起。从2012年到2016年，报告的病例超过2.6万例。由于很少有政府工作人员可以检查公共厕所和物品，政府机构很难发现隐藏的摄像头，因为它们通常只在某个地方放置很短的时间。

### 网络骚扰
在韩国网络文化中，刻板印象、歧视、贬低或轻蔑言论、将女性视为性对象、关注外表和年龄、用身体部位或生殖器代替女性等行为已经变得司空见惯。这些可以被视为恶意行为，但网络仇恨言论的产生和传播可能会强化刻板印象，并导致泛化。网上仇恨言论的复制和繁殖，可能会建立和加强对女性的偏见。在网络空间中追求性别平等可能需要进一步普及。
2021年，在韩国发生了被称为“n号房事件”的数字性犯罪事件。犯罪嫌疑人使用Telegram等即时通讯软件引诱和威胁受害者，拍摄并传播由此产生性剥削。韩国一直在积极研究应对数字性犯罪（例如“N号房”案件）的方法。该研究发现，许多数字性犯罪缺乏惩罚，强调数字性犯罪应被视为一种暴力形式，是针对女性的犯罪。有人建议加大对非法录像的处罚力度，并积极调查举报情况。此外，技术可以用来阻止非法录音的发布。也有意见认为，观看非法录像也应该受到惩罚。
2021年6月16日，国际非政府组织人权观察(Human Rights Watch)发布了一份详细介绍韩国数字性犯罪的报告。该报告称，韩国的数字性犯罪非常普遍，而且往往被警察和立法者忽视，因为这些犯罪不是在实际生活中发生的。2019 年，数字性犯罪案件的起诉量减少了 43% 以上，2020 年定罪的案件中只有79% 被判处缓刑和、或罚款。

## 前景

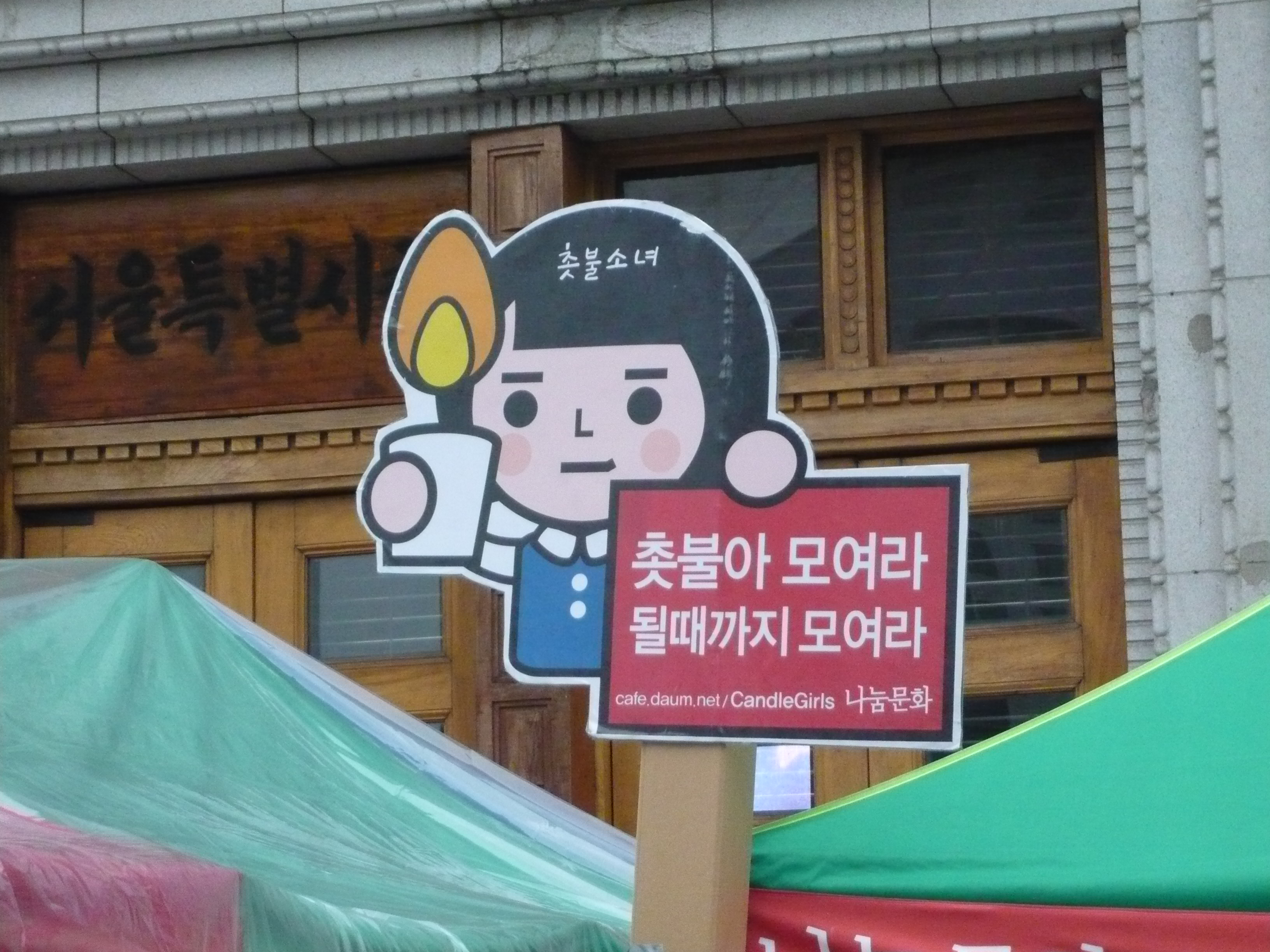
"촛불소녀" (烛光女孩) 韩国抗议 2008 年美国牛肉协议时使用的图案

进入21世纪以来，对韩国女性的仇恨逐渐走向种族化，比如“泡菜女孩”。在这种情况下，出现了二、三十岁女性政党积极进行仇恨言论的“Megalian”现象。这些女性声称通过模仿男性的厌女症来采用镜像策略。换言之，现有的父权性别话语在叙事层面上被反向物化，强调了其性别歧视和矛盾。2008年，二、三十岁的韩国女性被称为“烛光少女”。这些都是同情他人和团结少数群体的象征。
“Megalian”源于韩国社会普遍存在的对妇女的仇恨、缺乏关于种族主义的讨论以及女性政策中注重鼓励父权家庭和儿童保育。 2021年，Megalian网站已关闭，但Megalian发起的镜像做法仍被韩国激进女权主义者所呼吁。在不必要的冲突和极端的性别兼容激化之前，烛光女孩在发展初期极其激进的民主诉求可以发展为另一种形式。
在过去的20年里，韩国社会在对女性的社会关注或机构成就方面取得了很大的成就，女性研究也取得了数量上的增长，学术领域不断扩大，研究课题也越来越多样化。然而，很难说这种研究数量的增长扩大了女权主义的影响。相反，在过去的几十年里，强烈和仇恨的女权主义正在蔓延。20世纪90年代以来，妇女运动在追求“性化”和“治理”等参与政治方面取得了很大成就，但由于妇女运动的身份丧失和进步框架的消失，妇女运动面临着危机。最近，随着新自由主义的扩散，女性劳动力中的非正规职问题和工作不安全感问题进一步加深。此外，工作与家庭冲突的增加导致了女性劳动和个人生活的普遍不稳定。
尤其是20、30多岁的女性，在社交焦虑中陷入了个人主义和消费资本主义。所以她们正在远离女权主义的身份。与此同时，由于个人主义和传统父权制之间的冲突，韩国的家庭制度正处于危险之中。然而，大多数妇女研究仍然停留在仅仅提出现象学分析或零碎政策的研究中，并没有找到危机本质迹象的答案。批判性女性研究的减少也与女权主义的危机有关。

## 另请参阅
- 韩国高阳女性历史博物馆（英语）
- 韩国的性别不平等（英语）
- 韩国审美标准
- 韩国的家庭暴力
- 韩国工会中的女性（英语）
- 妇女党(韩国)（英语）